# 格格蒂圣三一教堂

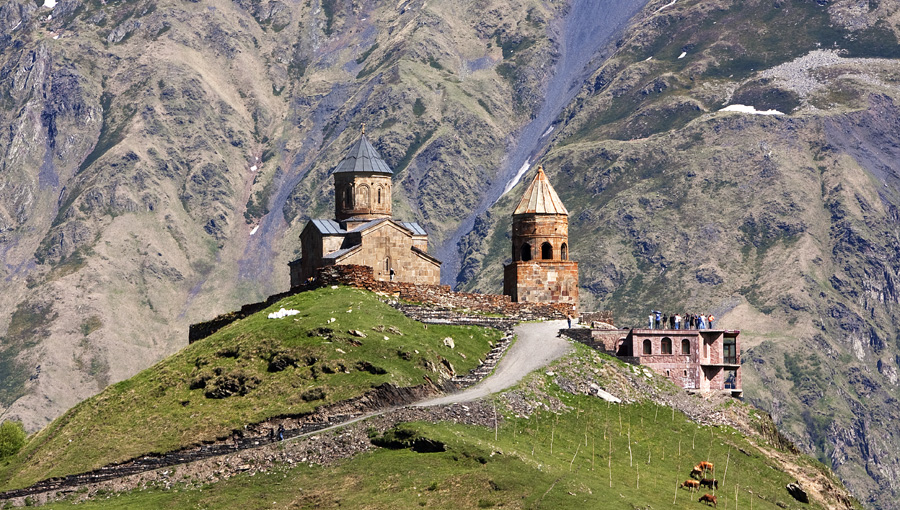
格格蒂圣三一教堂

圣三一教堂，俗稱格格蒂圣三一教堂（以附近的格格蒂冰川而得名），是位於格魯吉亞卡茲貝吉市鎮的格鲁吉亚正教会教堂，海拔2170米（7120英尺），位於卡茲別克山下。
聖三一教堂由一位不知名的建築師於14世紀建造，整體範圍包括教堂主建築、鐘樓和周圍的外牆。是格魯吉亞建築的典型代表。因其壯闊山景與宗教氛圍，教堂目前為信徒及健行者喜愛的朝聖地。